# Halticopteroides pax
Halticopteroides pax är en stekelart som beskrevs av Girault 1913. Halticopteroides pax ingår i släktet Halticopteroides och familjen puppglanssteklar.
Artens utbredningsområde är Paraguay. Inga underarter finns listade i Catalogue of Life.